# Procédé Ugine-Perrin
Le procédé Ugine-Perrin est une méthode permettant d'obtenir de l'acier inoxydable à la fois pur, fiable et bon marché, mise au point en 1925 par la sidérurgie savoyarde.

## Histoire
Le procédé Ugine-Perrin nécessitait une bonne maîtrise de la chaîne de production et c'est à son contact que René Marie Victor Perrin (1893-1966), l'inventeur du procédé a progressé, en tant que cadre dirigeant de la société Ugitech, encouragé par son directeur Georges Painvin et son fondateur Paul Girod (industriel).
Les aciers d'Ugine sont ainsi reconnus beaucoup plus isotropes, c'est-à-dire de qualités voisines en long et en travers. Les aciers inoxydables à très bas carbone et très bas soufre rencontrent alors un grand succès par leur résistance accrue.
Le procédé fonctionne par agitation des aciers avec des laitiers préalablement fondus, pour obtenir une épuration complète des aciers. La réaction de désoxydation devient rapide et quantitative et ainsi la composition finale du produit est parfaitement définie. Il est aussi utilisé la fabrication de ferro-chrome à très basse teneur en carbone.
Les dérivés du procédé Ugine-Perrin sont toujours à la pointe de la technologie, 40 ans après son invention, lors de l'inauguration du complexe sidérurgique géant de Fos-sur-Mer.